# Pseudoheriades pellucidus
Pseudoheriades pellucidus är en biart som först beskrevs av Cockerell 1920.  Pseudoheriades pellucidus ingår i släktet Pseudoheriades och familjen buksamlarbin. Inga underarter finns listade i Catalogue of Life.